# SNT다이내믹스
SNT다이내믹스(SNT Dynamics)는 대한민국의 기업이다. 대한민국 국군의 기관포 및 주요 장갑 차량의 변속기 생산을 담당한다.

## 사업
운수장비사업과 기계사업, 산업설비사업 등의 사업을 영위한다.

## 역사
1959년 예화산탄공기총제작소로 설립되었다. 대한민국 국군의 중구경 총포류와 궤도차량용 변속기, 트럭 및 버스용 변속기와 차축을 개발, 생산해오고 있다. 
한편, 1998년 11월 30일 부도를 맞아 2000년 2월 법정관리인가를 받았고  2003년 삼영열기공업(현 SNT에너지)에 인수합병되었으며, 2005년 S&T중공업, 2021년 SNT중공업을 거쳐 2023년 SNT다이내믹스로 사명을 변경했다.

## 수상
- 2011년 '세계 표준의 날' 대통령표창 수상(홍기봉)[2]

## 같이 보기
- SNT모티브